# Бразилия Серия А, сезон 2010
Бразилия Серия А, сезон 2010 е 40-ият официален сезон на най-високото ниво в бразилския професионален футбол – Серия А. Стартира на 8 май и приключва на 5 декември 2010 г.
Вашко да Гама, Гуарани, Сеара, Атлетико Гояниенсе са новите попълнения през този сезон, класирали се за участие от Серия Б.
Тимът на Флуминенсе печели шампионската титла в края на сезона с актив от 71 т., следван от отборите на Крузейро (69 т.) и Коринтианс (68 т.).

## Регламент
За осми пореден път турнирът се провежда под формата на два полусезона.
В него се състезават 20 професионални футболни отбора, като всеки играе срещу всеки по един мач на разменени гостувания (общо 380 шампионатни мача, по 38 за всеки отбор). Първият в крайното класиране печели шампионската титла по футбол на Бразилия, а последните 4 отбора с най-малко точки изпадат в Серия Б след края на сезона.

## Международни квалификации
Първите 2 тима в крайното класиране се класират за участие във Втори Кръг от турнира Копа Либертадорес 2011, следващите 2 - за участие в Първи Кръг от същия турнир. Следващите 8 тима в класирането се класират за участие във Втори Кръг от турнира Копа Судамерикана 2011.

## Класиране
* Шампион: Флуминенсе
* Класирали се за участие в Копа Либертадорес: Флуминенсе, Крузейро, Коринтианс, Гремио + Интернасионал (като победител в турнира Копа Либертадорес 2010), Сантош (като победител в турнира Купа на Бразилия 2010).
* Класирали се за участие в Копа Судамерикана: Атлетико Паранаенсе, Ботафого, Сао Пауло, Палмейраш, Вашко да Гама, Сеара, Атлетико Минейро, Фламенго
Изпаднали в Серия Б: Витория, Гуарани, Гояш, Гремио Пруденте

## Голмайстори
- Жонас – 23 гола

- Неймар – 17 гола

- Бруно Сезар – 14 гола

## Статистика
Шампион: Флуминенсе
Голмайстор: Жонас (23 гола)
Изиграни мачове: 380
Отбелязани голове: 978 (2.57 на мач)
Най-резултатна победа: Аваи - Гремио Пруденте – 6:1
Най-резултатни мачове: Аваи - Гремио Пруденте - 6:1, Витория - Атлетико Минейро - 4:3, Коринтианс - Атлетико Гояниенсе - 3:4, Сао Пауло - Сантош - 4:3, Крузейро - Атлетико Минейро – 3:4
Най-дълга серия от победи: 5 мача, Ботафого (1 август - 28 август), Крузейро (1 септември – 18 септември)
Най-дълъг период без загуба: 15 мача, Флуминенсе (26 май – 5 септември)
Най-дълга серия от загуби: 6 мача, Гояш (14 август – 8 септември)
Най-висока посещаемост: 76 205 зрители, Вашко да Гама - Флуминенсе – 2:2 (22 август)
Най-ниска посещаемост: 674, Гремио Пруденте - Гояш – 4:1 (7 ноември)
Средна посещаемост: 14 839 зрители